# Kloster Blauhaus

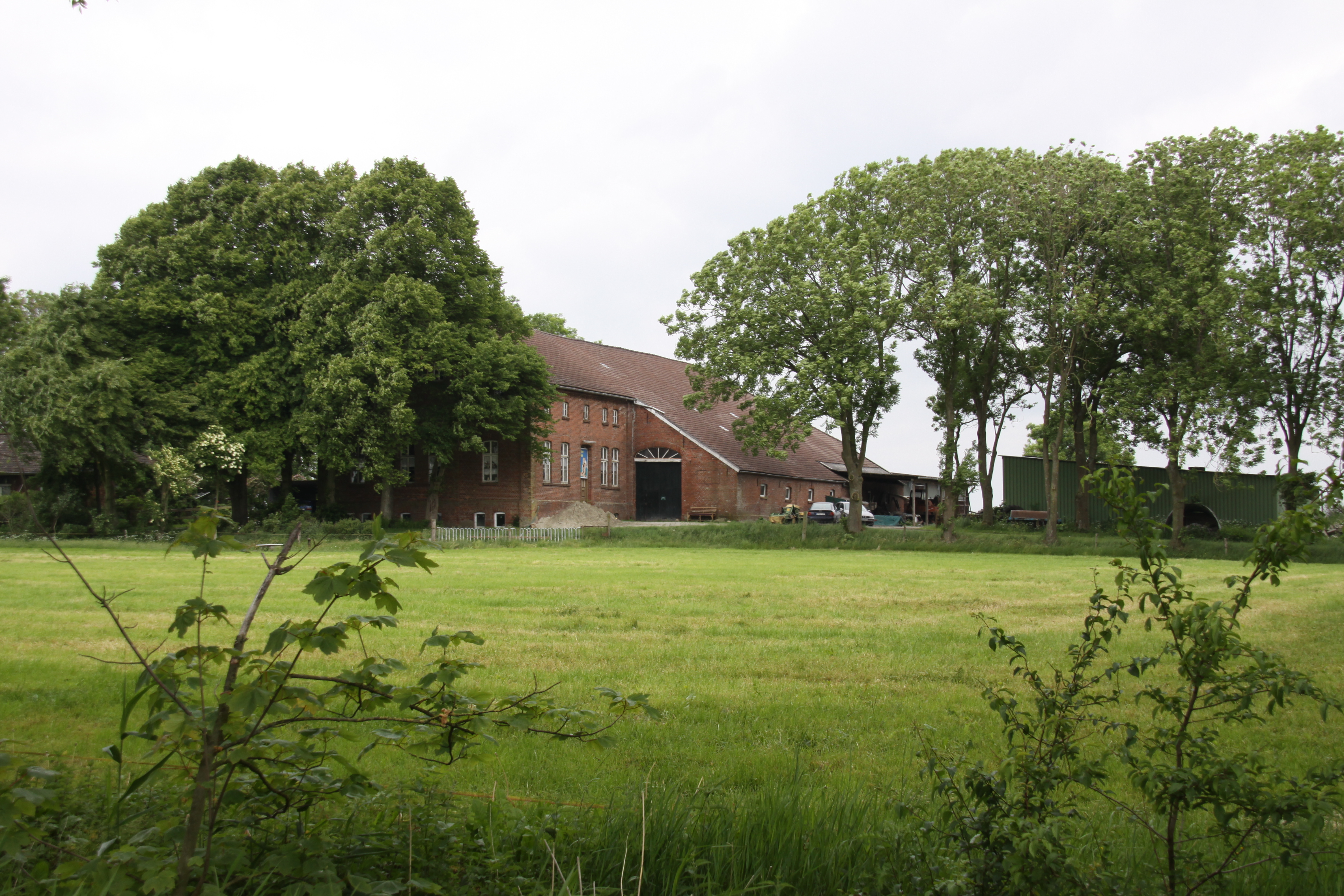
Gehöft in Kloster Blauhaus

Das Kloster Blauhaus ist ein ehemaliges Kloster der Prämonstratenser in Ostfriesland. Es lag in Woltzeten, einem Ortsteil der heutigen Gemeinde Krummhörn. Seinen Namen hat es vermutlich vom blau eingedeckten Dach erhalten.

## Geschichte
Die Prämonstratenser errichteten das Kloster, nachdem der Konvent in Langen nach schweren Sturmfluten im Jahre 1499 aufgegeben werden musste. Anschließend wurde Langen von Blauhaus als Gutshof weitergeführt, ehe es endgültig in den Fluten versank.
Während das Kloster Langen noch unter dem Patrozinium des heiligen Jakob stand, wählten die Prämonstratenser für Blauhaus die Heilige Anna als Schutzherrin. Wenige Jahre später, nach der Reformation, wurden die Wertgegenstände des Klosters vom ostfriesischen Grafen Enno II. beschlagnahmt, der Konvent aber nicht aufgelöst. Nach dem Tod des letzten Propstes aus dem Orden setzte Gräfin Anna einen Verwalter ein. Die Nonnen durften vermutlich in Blauhaus bleiben, da sie 1585 ein letztes Mal erwähnt werden. Die Klostergüter wurden seit 1566 als Staatsdomäne bewirtschaftet, die Orgel der Klosterkirche in die Große Kirche nach Emden gebracht und die Glocken wurden zu Geschützen verarbeitet. Die Gebäude des Klosters wurden 1710 auf Abbruch verkauft, so dass nichts mehr erhalten ist. Auf dem Gelände des ehemaligen Klosters stehen heute zwei Gehöfte.